# The Mad Capsule Markets
The Mad Capsule Markets — музыкальная группа из Японии, основанная в 1985 году и играющая в стиле диджитал-хардкор (позднее — индастриал-метал). В период с 1985 по 1990 группа называлась Berrie.

## История

### Berrie (1985—1990)
В 1985 году старшеклассники Хироси Кёно и Кодзима Минору основали группу Berrie. Через год к ним присоединились басист Такэси Уэда и барабанщик Сето. Квартет участвует в соревновании Battle Of The Bands и записывает мини-альбом Poison Revolution, в который вошли демозаписи трёх песен и который участники распространяли самостоятельно. Их популярность на японской андеграундной сцене неуклонно росла, что позволило им в 1990 году получить место на разогреве у Red Hot Chili Peppers. Однако после нескольких месяцев выступлений барабанщик Сето покинул группу, и его заменили на токийца Мотокацу Миягами. В апреле 1990 года Berrie изменила своё название на The Mad Capsule Market’s.

### Ранние годы (1990—1996)
В августе 1990 года группа перезаписала песню «Government Wall» и выпустила в качестве первого сингла из их дебютного альбома Humanity, который был издан в октябре. Он включал несколько песен Berrie и сохранил панк-звучание группы. После выпуска альбома гитарист Минору Кодзима покинул группу, и его место занял бывший фанат Аи Исигаки. В следующем году The Mad Capsule Markets заключила контракт с крупной звукозаписывающей компанией Victor Entertainment и записала второй альбом P.O.P.
Начиная с 1992 года группа начала экспериментировать со звучанием, уходя от спокойного и мелодичного к жёсткому и агрессивному стилю. В 1992 году они записали мини-альбом Capsule Soup и свой третий альбом Speak!!!. Их следующий альбом Mix-ism (1993) тяготел к ска-панку, а выпущенный в 1994 году Park продемонстрировал более медленный и мелодичный стиль, а также стал первым альбомом, выпущенным за рубежом.
На альбоме 1996 года 4 Plugs, записанном и спродюсированном в США, произошёл сдвиг в сторону хэви-метала. Хотя группа сохранила свой стиль панка с электронными влияниями, музыка стала более мрачной и тяжёлой. Вокалист Кёно также изменил свой стиль пения и изредка стал читать рэп на английском языке. Это ознаменовало начало значительных изменений в стиле, которые будут продемонстрированы на следующих записях.
В том же году группа выпустила сборник лучших хитов, после чего гитарист Аи Исигаки покинул группу и его заменил TORUxxx.

### Изменение стиля и международное признание (1997—2005)
После смены гитариста звучание The Mad Capsule Markets стало ещё более тяжёлым. В 1997 году они выпустили свой второй международный и восьмой по счёту альбом Digidogheadlock, в котором электроника занимала ведущее положение и музыка имела много общего с индастриал-металом.
В 1999 году группа выпустила альбомOsc-Dis (Oscillator in Distortion). Его сопровождал чрезвычайно популярный сингл «Pulse». Песня и альбом стали самыми известными работами группы за пределами Японии.
Десятый альбом The Mad Capsule Markets 010 был выпущен в 2001 году и продемонстрировал все стили, которые они ранее исследовали, с более сильным акцентом на электронике. В 2002 году группа также выпустила концертный альбом 020120, названный по дате выступления.
В 2004 году группа записала новый студийный альбом Cistm Konfliqt…. 
В 2005 году The Mad Capsule Markets разорвали контракт с лейблом Victor/Invitation и перешли к Sony Music Japan, на котором выпустили два сборника хитов, охватывающих всю их карьеру. 5 апреля музыканты объявили, что берут длительный перерыв для работы над отдельными проектами.

## Участники

### Текущий состав
- Хироси Кёно — вокал
- Такэси Уэда — бас-гитара, программирование, бэк-вокал
- Мотокацу Миягами — ударные/перкуссия
- TORUxxx — гитара, бэк-вокал

### Бывшие участники
- Минору Кодзима aka «Shin» — гитара (1990)
- Аи Исигаки — гитара (1990—1996)
- Такаси Фудзита — гитара (недолго после ухода Исигаки)

## Дискография
| - 1990 — Humanity - 1991 — P.O.P - 1992 — Capsule Soup - 1992 — Speak!!! - 1994 — Mix-Ism - 1994 — Park - 1996 — 4 Plugs - 1997 — Digidogheadlock - 1999 — OSC-DIS (Oscillator In Distortion) - 2001 — 010 - 2004 — CiSTm K0nFLiqT… - 1996 — The Mad Capsule Markets - 2002 — 020120 - 2004 — The Mad Capsule Markets 1990—1996 - 2004 — The Mad Capsule Markets 1997—2004 - 1991 — Gichi - 1994 — Reading S.S.M. - 1995 — MCM - 1996 — 4 Plugs - 2001 — OSC-DIS - 2001 — Pulse | - 1990 — Government Wall - 1991 — Gichi - 1991 — Ayatsuri Ningyo - 1991 — Karakuri no Soko - 1994 — Eject→Out - 1995 — 神歌 Kami-Uta - 1996 — Walk! - 1997 — Systematic - 1997 — Crash Pow - 1997 — Creature - 1998 — Midi Surf - 1999 — Pulse - 2000 — Good Girl - 2001 — Chaos Step - 2001 — Gaga Life - 2002 — Fly High - 2002 — Tribe - 2002 — All the Time in Sunny Beach - 2004 — Scary - 2005 — Happy Ride |